# دهستان گشت (فومن)
دهستان گَشت (فومن) نام دهستانی در بخش مرکزی شهرستان فومن، استان گیلان در ایران است. براساس سرشماری مرکز آمار ایران در سال ۱۳۸۵، جمعیت آن ۱۶۷۸۱ نفر (۴۴۴۰ خانوار) بوده‌است.
```
.
[
۱
]
```